# Повільний рух
Повільний рух (англ. Slow Movement) — культура уповільнення ритму життя. Філософію руху можна визначити як «рівновагу». Як висловився один з ідеологів руху Карл Оноре у своїй книзі «Без метушні. Як припинити поспішати і почати жити»: «Поспішати потрібно, лише коли це необхідно, мета — знайти свій правильний темп, tempo giusto».

## Історія
Вважається, що рух почався з проведення  демонстрації проти появи Макдоналдса поруч зі знаменитою римською пам'яткою —  Площею Іспанії в 1986 році і створення руху «Слоуфуд» (на противагу «фастфуду»). Одним з основних творців вважається Карло Петрина. Надалі значно вплинули на рух Гейр Бертелсен (англ. Geir Berthelsen) — творець Світового інституту повільності (англ. The World Institute of Slowness) і Карл Оноре (фр. Carl Honoré) — автор ряду основоположних книг про уповільнення ритму життя.

## Напрямки
В даний час «Повільний рух» набирає велику популярність і налічує вже більше десяти напрямків:
- Повільне місто. Метою цього напряму є поліпшення якості життя в містах за рахунок уповільнення темпу життя.
- Повільне старіння. Метою цього напряму є природне, повністю усвідомлене і прийняте старіння, на противагу відчайдушним спробам уникнути неминучого.
- Повільне мистецтво. Ця двояка концепція включає, з одного боку, повільне «медитативне» створення творів мистецтва, з ретельним підбором матеріалів і глибокою увагою до деталей, без непотрібного гігантизму; з іншого боку, неспішне споглядання невеликого числа творів мистецтва на противагу біганині по виставках і прагненню подивитися якомога більше всього.
- Повільна церква. Даний напрямок застосовує принципи повільного руху до християнського життя і пристрою християнської церкви.[2][3][4]
- Повільне виховання. Цей напрямок протистоїть прагненню багатьох батьків неодмінно зробити зі своїх дітей  геніїв, викликати їх прискорене дорослішання, максимально завантажити дітей різними додатковими заняттями, не залишаючи їм вільного часу. Прихильники повільного руху у вихованні вважають, що подібні прагнення батьків часто приводять дітей до психологічних і нервових розладів, порушують природні етапи психоемоційного дорослішання і віднімають у дітей щастя дитинства.[5]
- Повільна освіта. Цей  педагогічний напрямок виник як реакція на все більш сконцентровані навчальні програми і все більш широке впровадження  тестування для оцінки знань. Прихильники повільного підходу вважають, що більшість учнів не може достатньо глибоко засвоїти таку велику кількість матеріалу в такі стислі терміни, програми потрібно розвантажувати від другорядного матеріалу для більш якісного засвоєння найважливішого; крім того, прихильники повільного підходу вважають неправильним сьогоднішнє занадто широке застосування тестування в освіті.[6][7][8][9]
- Повільне наставництво. Це практика в психології та психотерапії, спрямована на зменшення стресу від занадто бурхливого ритму життя, поспіху і виконання багатьох завдань одночасно.[10]
- Повільна наука. Цей напрямок протистоїть принципу «друкуйся або помри» (англ. publish or perish). Прихильники напрямку вважають, що сучасний устрій академічного життя залишає вченим занадто мало часу на читання і роздуми, забираючи багато часу на вибудовування формальних показників наукової активності.[11]
- Повільне програмування. Це концепція створення програмного забезпечення, що включає повільне проектування, велика увага до деталей і ретельне тестування, на противагу швидким циклам розробки.[12]
- Повільне харчування (слоуфуд). Цей напрямок протистоїть індустрії швидкого харчування, підкреслюючи необхідність здорового харчування, збереження національних і регіональних кухонь, підтримки культури традиційного застілля.
- Повільні речі. Цей напрямок протистоїть  глобалізації виробництва, надмірній масовості виробництва, усередненню і уніфікації в  промисловому дизайні, стверджуючи, навпаки, важливість місцевих виробників і дрібного бізнесу, важливість ручної праці і ретельного контролю якості, верховенство якості над кількістю.[13]
- Повільна мода. Цей напрямок протистоїть сезонній моді, масовому виробництву одягу, неетичним і неекологічним методам виробництва, непотрібному шопінгу.
- Повільне телебачення (повільні ЗМІ). Цей напрямок протистоїть високому ритму подачі матеріалу на  телебаченні: перенасиченості новинних випусків, цілодобовому новинному мовленню в  прямому ефірі, швидкому «кліповому» монтажу, дуже дробовому висвітленню подій, частій рекламі. Прихильники напрямку вважають, що це негативно впливає на телеглядачів і заважає правильному сприйняттю інформації.[13]
- Повільні гроші. Ця ініціатива, натхненна «повільним харчуванням», спрямована на залучення нових інвестицій в область органічного сільського господарства і невеликих підприємств харчування.[14][15][16]
- Повільний стартап. Ця ініціатива висуває нову модель стартапів, які, на відміну від сучасних, були б більш відповідальні, надійні в довгостроковій перспективі, приділяли б більше часу прогнозуванню віддалених наслідків своєї діяльності, як мікроекономічних і макроекономічних, так і соціальних, екологічних, культурних.[17]
- Повільне садівництво. Творцем цього напряму вважається Фелдер Рашінг (англ. Felder Rushing), який, натхненний рухом за повільне харчування, вирішив застосувати філософію і принципи повільного руху до приватного садівництва. Напрямок згодом також увібрав в себе деякі риси дзен-буддизму і  гештальт-терапії, концентруючись на тому, що людина думає і відчуває в даний момент, і допомагаючи садівникові отримувати більш повне задоволення від обробітку свого саду.[18][19]
- Повільне подорожування. Цей напрям був натхненне книгами письменників-мандрівників XIX століття, таких як Теофіль Готьє. Прихильники напрямку стверджують, що занадто швидке переміщення, доступне сьогодні, значно зменшує задоволення від подорожі, притупляє враження, позбавляє можливості та бажання глибоко вникати в місцеву культуру, знайомитися з суспільством і його прихованими для першого погляду рисами.[20][21][22]
- Повільна фотографія. Цей термін був вперше застосований норвезьким фотографом Йоханyjv Свендсеном (англ. Johanne Seines Svendsen) в його статті «Повільна фотографія — в русі». У статті, а потім в монографії, Свендсен вказував на неправильність біганини з камерою в прагненні встигнути все і зняти якомога більше. Він підкреслював необхідність повільної роботи, ретельного вибору сюжету і ракурсу, чим привернув багато послідовників.[23][24]
- Повільне читання. Ця ініціатива спрямована на протистояння  швидкочитанню, де в ньому немає необхідності, повернення до повільного і вдумливого читання, перечитування, аналізу прочитаного, що сприяє більш глибокому розумінню і задоволенню від читання.[25][26][27]

## Організації
Серед організацій, створених в рамках Повільного руху можна відзначити  американський фонд «Продовжити мить» (англ. Long Now Foundation),  європейське Спільнота уповільнення часу (англ. Society for the Deceleration of Time), Світовий інститут повільності (англ. The World Institute of Slowness), а також Міжнародний інститут невиконання занадто багато чого (англ. International Institute of Not Doing Much) і  японський Клуб неквапливості (англ. Sloth Club). Слід зазначити, що жодна з організацій не визначає і не контролює Повільний рух, Повільний рух є вільним.

### Ресурси Інтернету
- Полина Колозариди «Медленная жизнь» (аудио) в «Футурошок» на Радио «Свобода», май 2016
- The Sloth Club celebrates 15th anniversary // Slow Japan, November 16, 2014(англ.)